# 布拉默瑙
布拉默瑙（德語：Brahmenau）是德国图林根州的市镇，隶属于格赖茨县。总面积为6.89平方千米，截至2023年12月31日总人口为901人。